# Список математических аббревиатур
Данная страница содержит список общеупотребительных аббревиатур математических функций, операторов и других математических терминов и символов.
Примечание. Обычно регистр буквы имеет значение.

## Латиница

### A
- adj — союзная матрица;
- Ai — функция Эйри;
- acrd — обратная функция хорды;
- arccos — функция арккосинуса;
- arccosec — функция арккосеканса (в англоязычной традиции arccsc);
- arcctg — функция арккотангенса (в англоязычной традиции arccot);
- arcsch — функция гиперболического арккосеканса (в англоязычной традиции arcosech);
- arch — функция гиперболического арккосинуса (в англоязычной традиции arcosh);
- arcth — функция гиперболического арккотангенса (в англоязычной традиции arcoth);
- arcsec — функция арксеканса;
- arcsin — функция арксинуса;
- arctg — функция арктангенса (в англоязычной традиции arctan);
- arg — аргумент комплексного числа;
- arg max — аргумент максимизации;
- arg min — аргумент минимизации;
- arsch — функция гиперболического арксеканса (в англоязычной традиции arsech);
- arsh — функция гиперболического арксинуса (в англоязычной традиции arsinh);
- arth — функция гиперболического арктагенса (в англоязычной традиции artanh);
- Aut — группа автоморфизмов модели;

### B
- Bi — функция Эйри второго рода;

### C
- card — мощность множества;
- ch — функция гиперболического косинуса (в англоязычной традиции cosh);
- char — характеристика кольца;
- Ci, ci, Cin — функции интегрального косинуса;
- cl — топологическое замыкание;
- cod — область значений функции;
- const — константа;
- cos — функция косинуса;
- cosec — функция косеканса (в англоязычной традиции csc);
- cov — ковариация случайных величин;
- crd — функция хорды;
- csch — функция гиперболического косеканса(в англоязычной традиции cosech);
- ctg — функция котангенса (в англоязычной традиции cot);
- cth — функция гиперболического котангенса (в англоязычной традиции coth);

### D
- D — дискриминант;
- D — область определения функции (также dom);
- D — дисперсия случайной величины (в англоязычной традиции var);
- d — дифференциал;
- def — дефиниция;
- deg — степень многочлена (также ∂);
- del — оператор набла (также {\displaystyle \nabla }, однако обычно отдельно не употребляется);
- det — определитель матрицы или линейного преобразования (также {\displaystyle |\cdot |});
- diag — диагональная матрица;
- dim — размерность векторного пространства;
- div — дивергенция векторного поля (также {\displaystyle \nabla \cdot });
- dom — область определения функции (также D);

### E
- End — эндоморфизм модели;
- Ei — интегральная показательная функция;
- erf — функция ошибок;
- erfc, Erf — дополнительная функция ошибок;
- exp — экспоненциальная функция;
- ext — внешность топологии;

### G
- Gal — группа Галуа (также Γ);
- gcd, hcf — наибольший общий делитель (в русскоязычной традиции НОД);
- gd — функция Гудермана;
- grad — градиент поля (также {\displaystyle \nabla });

### I
- id — тождественное отображение;
- Im — мнимая часть комплексного числа
- Im, im — образ;
- inf — точная нижняя грань;
- int — внутренняя точка множества или внутренность множества;

### K
- Ker, ker — ядро;

### L
- lb — двоичный логарифм (log2);
- lcm — наименьшее общее кратное (в русскоязычной традиции НОК);
- lg — десятичный логарифм (log10) или двоичный логарифм (log2);
- Li, li — функция интегрального логарифма;
- lim — предел последовательности или функции;
- lim inf — нижний предел последовательности;
- lim sup — верхний предел последовательности;
- ln — натуральный логарифм, loge;
- log — логарифм;
- англ. logit — обратная к логистической функции;

### M
- max — максимум функции или множества;
- mes — мера множества;
- min — минимум функции или множества;
- mod — модуль числа;

### N
- NBG — система аксиом фон Неймана — Бернайса — Гёделя теории множеств;

### O
- Ob — класс объектов категории;

### P
- probit — нормальная квантильная функция;

### Q
- Q.E.D. — что и требовалось доказать (лат. quod erat demonstrandum);

### R
- Re — действительная часть комплексного числа (также {\displaystyle \Re });
- Rk — ранг матрицы (также Rg, Rang, Rank);
- rot — ротор векторного поля (также {\displaystyle \nabla \times }, только в англоязычной традиции curl);

### S
- sch — функция гиперболического секанса (в англоязычной традиции sech);
- sec — функция секанса;
- sgn — функция сигнум (также sign);
- Si, si — функция интегрального синуса;
- sign — см. sgn
- sin — функция синуса;
- sh — функция гиперболического синуса (в англоязычной традиции sinh);
- Sp — см. Tr;
- span — линейная оболочка;
- sup — точная верхняя граница множества (в англоязычной традиции lub);
- supp — носитель функции;
- Sym — симметрическая группа;

### T
- tg — функция тангенса (в англоязычной традиции tan);
- th — функция гиперболического тангенса (в англоязычной традиции tanh);
- Tr, tr — след поля, матрицы или линейного преобразования (также Sp);

### W
- whp — с высокой вероятностью;

### Z
- ZF — аксиомы Цермело — Френкеля теории множеств;
- ZFC — аксиомы Цермело — Френкеля с аксиомой выбора теории множеств.

## Кириллица
- НОД — наибольший общий делитель (в англоязычной традиции gcd, hcf);
- НОК — наименьшее общее кратное (в англоязычной традиции lcm).